# Funktionella symtom
Funktionella symtom eller funktionella somatiska symtom är inom psykiatrin och neurologin en samlingsbeteckning för symtom på neurologisk sjukdom eller skada som antas kunna förklaras med psykisk genes (sjukdomsorsak), sedan neurologiska undersökningar inte funnit en organisk förklaring till symtomen. Sådana symtom är sekundära i förhållande till den psykiska ohälsan.
Vanliga funktionella symtom är huvudvärk, trötthet, tinnitus, muskelvärk och problem med magen och sinnesfunktionerna. Trots att etiologin (orsaken) anses vara psykisk, och ofta hänger samman med depression eller stress, kan sådana förändringar ha biomedicinska grunder. 
En teori om funktionella symtom är en störd mitokondriefunktion.